# Труды Русского энтомологического общества
«Труды Русского энтомологического общества» — одно из старейших русских биологических периодических изданий, издающееся в Санкт-Петербурге с 1861 года Русским энтомологическим обществом (РЭО). К 2023 году было опубликовано 93 тома и многочисленные выпуски отдельных томов.

## История
Первый том вышел в 1861 г., через 3 года после основания Общества. Первые два тома не делились на выпуски и имели два параллельных названия:Труды Русского энтомологического общества и Horae Societatis Entomologicae Rossicae variis sermonibus in Rossia usitatis editae.
Начиная с 3-го тома (1866) Труды и Horae стали названиями двух отдельных изданий, каждый том которых делился на 4 выпуска (нередко сдвоенных). Сначала они выходили в неопределенные сроки, затем два раза в год. Несколько томов (14—16) Трудов не появлялось в свет совершенно. В «раздельном» варианте вышло 11 томов Трудов и 14 томов Horae. С 17-го тома (1882) Труды соединились с изданием Horae. В среднем за 2—3 года издавался один том. С 39-го тома (1910) у Общества уже был журнал Русское энтомологическое обозрение, в котором оперативно печатались небольшие статьи. В Трудах стали печатать более крупные работы, каждая из которых составляла отдельный выпуск.
Издание выпусков 42-го тома растянулось с 1915 до 1932 г. Затем последовал длительный перерыв, и 43-й том вышел лишь в 1951 г. После этого тома Трудов (не делившиеся на выпуски) выходили почти ежегодно, 70-й том вышел в 1988 г. В связи с изменением названия Общества последние выпуски вышли под названием Труды Всесоюзного энтомологического общества. В 2000 г. 71-м томом Русское энтомологическое общество возобновило публикацию своих Трудов..

## Редакторы
Редакторами Трудов в конце XIX века были: Н. Г. Ершов (до 1887 г.), В. И. Филипьев (до 1890 г.) и А. П. Семёнов (с 1891 г.)..
Главные редакторы в 1977—2005 гг. — В. И. Тобиас, с 2005 г. — В. А. Кривохатский.

## ISSN
- ISSN 1605-7678